# 马尔博尔盖托-瓦尔布鲁纳
马尔博尔盖托-瓦尔布鲁纳（義大利語：Malborghetto Valbruna），是意大利弗留利-威尼斯朱利亚大区乌迪内省的一个市镇。总面积119.9平方公里，人口984人，人口密度8.2人/平方公里（2009年）。ISTAT代码为030054。